# Albert II de Cuijk
Albert II de Cuijk (altres ortografies Cuyck, Cuijk, Cuyk, Cuiq), (±1134-1200) fou prebost del capítol de Sant Joan d'Utrecht (1174 ‑…), ardiaca de Sant Lambert de Lieja (… ‑1295) i príncep-bisbe del Principat de Lieja de 1195 a 1200.
Pertany a una nissaga noble que tenia la seva senyoria entorn de la vila de Cuijk, actualment un municipi de la província de Brabant del Nord als Països Baixos. Era el segon fill d'Herman de Cuijk i una filla d'Otó II de Chiny del qual no és conegut el nom.

## Una investidura embolicada
Lieja sempre era ocupada per les tropes de les forces aliades de Limburg i de Brabant, l'elecció d'un nou príncep-bisbe havia de celebrar-se a la catedral de Sant Albí a Namur amb molt pocs electors. El 1195, Balduí V d'Hainaut, un aliat d'Albert II ocupa Dinant, saqueja Ciney i assetja els castells d'Halloy i d'Huy, mentrestant Simó de Limburg continua governar de fet la ciutat de Lieja. Davant l'atzucac de la situació, els adversaris Balduí V (que era també marquès de Namur i comte de Flandes i Enric I de Brabant van pactar d'enviar Simó i Albert a Roma per demanar al papa Celestí III d'arbitrar. Fins que tornin, els bel·ligerants anaren a mitges: Enric I rep Lieja, Maastricht, Tongeren, Franchimont i Waremme, Balduí rep Huy, Halloy, Dinant, Fosses, Thuin i Couvin.

### Otó de Valkenburg
La mort de Simó a Roma embolicà la situació. En saber la notícia i malgrat que Albert II ja havia estat elegit, els canonges romanents a la ciutat de Lieja ocupada van celebrar eleccions i van elegir l'ardiaca i prebost Otó de Valkenburg com a príncep bisbe Tot i això, el papa va ratificar l'elecció d'Albert II.

### Investidura i consagració
El desembre de 1195 Albert va anar-se a Worms per a rebre la regalia d'Enric VI. Otó de Valkenburg va haver de sotmetre's al decret imperial, segons certes fonts, s'exposà a la riota de l'assistència. Aquest desenllaç de la successió al cap del principat anava forca bé a l'emperador, que temia l'ascensió massa ràpida al poder dels ducs de Brabant a la seva frontera occidental. El 7 de gener de 1196 va ser consagrat a la catedral de Colònia.
L'elecció (novembre 1194), la investidura (desembre 1195) i la consagració (gener 1196) expliquen les diferències entre les fonts quan determinen la data de l'inici de l'episcopat d'Albert II.

## Un episcopat de lluites socials i de defensa
Al costat de les batalles amb els estats veïns, al si de Lieja i de les Bones Viles un altre conflicte covava ja des d'uns decennis entre els tres estaments (Clergat, noblesa i tercer estat). Aleshores, el tercer estat es limitava a la burgesia representada al poder: les nissagues de dinasties comercials d'oficis, dits nobles i rics: banquers, negociants (drapaires) i vinyaters, anomenats els grans, els senyors o els amos. Els altres oficis d'artesans (els petits), de les quals els drets davant l'absolutisme bisbal i els privilegis de la burgesia eren força restringits, quedaven sense gaire drets polítics ni representació als estats.
El 1196 o el 1198, Albert II va dictar els 26 articles dels Estatuts d'Albert de Cuijk. Aquest estatut no era una constitució sensu stricto, però molt probablement una compilació i una confirmació del dret consuetudinari. El text només és conegut per una confirmació posterior feta pel rei Felip de Suàbia del 2008, del qual l'autenticitat és controvertida. El que és segur, amb estatut o sense, és que entre 1196 i 1200, Albert II va confirmar, entre d'altres, la inviolabilitat del domicili, els drets i deures del servei militar, el dret dels serfs de llegar els seus béns. També va fixar els preus del pa, del vi i de la cervesa. Aquest estatut va ser un pas a la direcció de la pau de Fexhe, que va concloure's un segle més tard el 1316.
Mentrestant, l'episodi traumàtic de l'ocupació brabançona va obligar la ciutat a millorar les seves fortificacions. El consell dels burgmestres i dels jurats va decidir crear una taxa firmitas (fermetat) per a pagar l'obra. El tercer estat va protestar, però acabà per acceptar. El clergat va invocar els seus privilegis per a no pagar. El 1199, la fermetat està reemplaçat per un peatge a l'entrada a la vila, un impost sobre la renda i la decisió d'artigar la selva de Glain.
El 2 de febrer de 1200, Albert II va morir i estar sebollit a la catedral de Sant Lambert. A Lieja, el carrer Rue Albert de Cuyck li està dedicat.